# Ruby Plus Ultra
Le pistolet Ruby Plus Ultra, fut un défi technique pour la firme Llama Gabilondo y Cia SA.

## Un Ruby avec un canon long et un gros chargeur
D'une conception mécanique identique aux autres Ruby de calibre 32 ACP, celui-ci se démarque par un système de tir automatique et semi-automatique, avec un chargeur double pile de 22 cartouches. Prévu pour un usage policier, il n'eut point le succès escompté, les espagnols n'aimant pas cette cartouche aux caractéristiques anémiques. Cette curiosité fut donnée à des combattants volontaires des Brigades Internationales pendant le conflit espagnol 1936/1939. Aujourd'hui, c'est une des pièces les plus recherchées par les collectionneurs.

## Exportation vers la Chine et le Japon
Produit de 1925 à 1933, ce Ruby à grand chargeur fut exporté à la demande des seigneurs de la guerre chinois, tout comme les Astra mod.1000 et autres Royal 7,65 mm. Enfin, ce type d'armes fut très populaire parmi les pilotes de l'Aéronavale impériale japonaise.

## Fiche technique
- Munition : 7,65 Browning
- Longueur : 17 cm
- Canon : 9,3 cm
- Masse : 970 g
- Chargeur : 20 cartouches (parfois 22 cartouches)

## Sources
1. ↑  Pistols of the World par I. HOGG & J. WEEKS; DBI Books, 3th Edition, 1993.

- Pistols of the World par I. HOGG & J. WEEKS; DBI Books, 3th Edition, 1993.
- M. Popenker, « Llama Gabilondo Plus Ultra pistol (Spain) », www.modernfirearms.net (site internet russe  disponible en langue anglaise).